# Juribej (přítok Bajdaracké zátoky)
Juribej (rusky Юрибей) je řeka v Jamalo-něneckém autonomním okruhu v Ťumeňské oblasti v Rusku. Je dlouhá 340 km. Plocha povodí měří 9740 km².

## Průběh toku
Vzniká soutokem Levého a Pravého Juribeje, přičemž první z nich odtéká z jezera Jarroto 2. a druhý z nich z jezera Jarroto 1.. Ústí do Bajdaracké zátoky Karského moře.

## Vodní režim
Zdrojem vody jsou sněhové srážky. Zamrzá v říjnu a rozmrzá v červnu. Nejvyšších vodních stavů dosahuje v červnu a v červenci.

## Historie
V 17. století po řece, tehdy nazývané Mutnaja (rusky Мутная), vedla trasa z evropského severu do Mangazeji, prvního ruského města na Sibiři.
V červnu 2009 byl uveden do provozu jeden z nejdelších 4kilometrových železničních mostů v Rusku přes údolí řeky Juribej.

## Zajímavosti
Při ústí Juribeje do Bajdaracké zátoky Něnci často nachází mamutí kosti.